# Плавание на чемпионате мира по водным видам спорта 1973 (женщины)

## Результаты чемпионата

### Женщины
| Дисциплины                      | Золото                                                                    | Золото     | Серебро                                                                 | Серебро | Бронза                                                                    | Бронза  |
| ------------------------------- | ------------------------------------------------------------------------- | ---------- | ----------------------------------------------------------------------- | ------- | ------------------------------------------------------------------------- | ------- |
| 100 м вольным стилем            | Корнелия Эндер (ГДР)                                                      | 57,54 WR   | Ширли Бабашофф (США)                                                    | 58,87   | Энит Бригита (Нидерланды)                                                 | 58,87   |
| 200 м вольным стилем            | Кина Ротхаммер (США)                                                      | 2.04,99    | Ширли Бабашофф (США)                                                    | 2.05,33 | Андреа Айфе (ГДР)                                                         | 2.05,52 |
| 400 м вольным стилем            | Хизер Гринвуд (США)                                                       | 4.20,28    | Кина Ротхаммер (США                                                     | 4.21,50 | Новелла Каллигарис (Италия)                                               | 4.21,79 |
| 800 м вольным стилем            | Новелла Каллигарис (Италия)                                               | 8.52,97 WR | Джо Харшбэрджер (США)                                                   | 8.55,56 | Гудрун Вегнер (ГДР)                                                       | 9.01,82 |
| 100 м на спине                  | Ульрике Рихтер (ГДР)                                                      | 1.05,42    | Мелисса Белоте (США)                                                    | 1.06,11 | Венди Кук (Канада)                                                        | 1.06,27 |
| 200 м на спине                  | Мелисса Белоте (США)                                                      | 2.20,52    | Энит Бригитта (Нидерланды)                                              | 2.22,15 | Андреа Гярмати (Венгрия)                                                  | 2.22,48 |
| 100 м брассом                   | Ренате Фогель (ГДР)                                                       | 1.13,74    | Любовь Русанова (СССР)                                                  | 1.15,42 | Бригитте Шухардт (ГДР)                                                    | 1.15,82 |
| 200 м брассом                   | Ренате Фогель (ГДР)                                                       | 2.40,01    | Ханнелоре Анке (ГДР)                                                    | 2.40,49 | Линн Колелла (США)                                                        | 2.41,71 |
| 100 м баттерфляем               | Корнелия Эндер (ГДР)                                                      | 1.02,53    | Роземари Котер (ГДР)                                                    | 1.02,68 | Маюми Аоки (Япония)                                                       | 1.03,73 |
| 200 м баттерфляем               | Роземари Котер (ГДР)                                                      | 2.13,76 WR | Росвита Байер (ГДР)                                                     | 2.16,77 | Линн Колелла (США)                                                        | 2.19,53 |
| 200 м комплексное плавание      | Андреа Хюбнер (ГДР)                                                       | 2.20,51 WR | Корнелия Эндер (ГДР)                                                    | 2.21,21 | Кэти Хэдди (США)                                                          | 2.23,84 |
| 400 м комплексное плавание      | Гудрун Вегнер (ГДР)                                                       | 4.57,51 WR | Ангела Франке (ГДР)                                                     | 5.00,37 | Новелла Каллигарис (Италия)                                               | 5.02,02 |
| Эстафета 4×100 м вольным стилем | ГДР · Корнелия Эндер, · Андреа Айфе, · Андреа Хюбнер, · Сильвия Айхнер    | 3.52,45 WR | США · Ким Пейтон, · Кэти Хэдди, · Хизер Гринвуд, · Ширли Бабашофф       | 3.55,52 | ФРГ · Ютта Вебер, · Хайдемари Райнек, · Гудрум Бекманн, · Ангела Штайнбах | 3.58,88 |
| Эстафета 4×100 м комплекс       | ГДР · Ульрике Рихтер, · Ренате Фогель, · Роземари Котер, · Корнелия Эндер | 4.16,84 WR | США · Мелисса Белоте, · Марсия Мори, · Дина Диардурфф, · Ширли Бабашофф | 4.25,80 | ФРГ · Ангелика Гризер, · Петра Новс, · Гудрун Бекманн, · Ютта Вебер       | 4.26,57 |

WR — мировой рекорд.